# Тимофеев, Михаил Николаевич
Михаил Николаевич Тимофеев (1 сентября 1899 — 17 марта 1980) — советский военный инженер, генерал-лейтенант инженерных войск (1949), участник Советско-польской, Гражданской и Великой Отечественной войн.

## Биография
Родился 1 сентября 1899 года в Санкт-Петербурге.
С 1919 года призван в ряды РККА. С 1919 года участвовал в Советско-польской войне против частей белополяков. С 1920 года участник Гражданской войны, в составе частей войск Южного фронта воевал против белогвардейских частей Вооружённых сил Юга России. С 1924 по 1927 год обучался в Киевской военно-инженерной школе РККА. С 1927 по 1930 год служил в военно-инженерных частях на различных командно штабных должностях в Киевском военном округе.
С 1930 по 1934 год обучался на командно-инженерном факультете Военно-инженерной академии. С 1934 по 1941 год служил в Инженерном управлении Киевского особого военного округа в качестве военного инженера по строительству укреплённых районов на западных рубежах и начальником участка Каменец-Подольского укреплённого района. С 1941 года участник Великой Отечественной войны в должности начальника Управления военного строительства Киевского военного округа и Юго-Западного фронта, занимался координацией строительства оборонительных сооружений под Киевом. С 1941 по 1943 год — заместитель командующего инженерных войск Калининского фронта, в составе фронта был участником Московской битвы, в 1942 году под огнём противника занимался строительством дорожного полотна для оперативно-боевой деятельности 39-й армии.
С 1942 по 1945 год — командующий инженерных войск и заместитель командующего 6-й армии по инженерным войскам в составе 3-го Украинского фронта, участник Харьковской оборонительной операции и Донбасской стратегической операции с целью освобождения Донецкого бассейна и форсирования Днепра южнее Днепропетровска. В период проведения операции, под руководством М. Н. Тимофеева на протяжении двухсот шестидесяти километров была создана система оборонных сооружений по левому и правому (Щучьевский и Сторожевский плацдармы) берегах реки Дон, было построено более двенадцати мостовых переправ что способствовало успешному форсированию этой реки нашими войсками, в том числе четырёх танковых корпусов и войск артиллерии двух армий. 31 марта 1943 года Указом Президиума Верховного Совета СССР М. Н. Тимофеев был награждён Орденом Кутузова I степени, а 22 февраля 1944 года за умелую организацию форсирования рек Самара и Днепр, обеспечившие переправу войск Красной армии, вооружения и продовольствия был награждён Орденом Богдана Хмельницкого I степени.
С 1945 по 1946 год — начальник инженерных войск Воронежского военного округа. С 1946 по 1948 год — начальник инженерных войск Ленинградского военного округа. С 1948 по 1955 год — начальник инженерных войск Московского военного округа. С 1955 по 1959 год — начальник 9-го Центрального управления Министерства обороны СССР.
С 1959 года в запасе.
Скончался 17 марта 1980 года в Москве, похоронен на Кунцевском кладбище.

## Высшие воинские звания
- Генерал-майор инженерных войск (14.02.1943)
- Генерал-лейтенант инженерных войск (11.05.1949)[8]

## Награды
- Орден Ленина (21.02.1945)
- три ордена Красного Знамени (21.02.1942, 03.11.1944, 15.11.1950)
- Орден Кутузова I степени (27.06.1945)
- Орден Богдана Хмельницкого I степени (22.02.1944)
- Орден Кутузова II степени (27.06.1945)
- Орден Трудового Красного Знамени (1940)
- Орден Красной Звезды (21.02.1942)
- Медаль «XX лет РККА» (1938)
- Медаль «За победу над Германией в Великой Отечественной войне 1941—1945 гг.» (09.05.1945)
- Медаль «30 лет Советской Армии и Флота»[9][10]